# هاري بي ديس
هاري بي ديس (بالإنجليزية: Harry P. Dees)‏ هو محامي أمريكي، ولد في 1912، وتوفي في 2004.